# لانغوبارديا

لانغوبارديا (باليونانية: Λογγοβαρδία أو Λογγιβαρδία أو Λαγουβαρδία)‏ كانت تسمية بيزنطية للمناطق الخاضعة للومبارد في إيطاليا. كما كانت في القرنين التاسع والعاشر اسم المقاطعة العسكرية المدنية (أو تيما) المعروفة باسم تيمية لانغوبارديا في جنوب إيطاليا.